# Ухт-Наволок
Ухт-Наволок (Ухтнаволок) — мыс в Пертоминском сельском поселении Приморского района Архангельской области (север Европейской части России). Мыс находится на севере Онежского полуострова, в 4,5 мили к западу—юго-западу от мыса Горболукский. Вдаётся в пролив Жижгинская Салма Онежской губы Белого моря, на границе Онежского и Летнего берегов. У мыса Ухт-Наволок горы близко подходят к берегу, а южнее мыса, они постепенно отступают в глубь материка. Берег между мысом Ухт-Наволок и губой Летняя Золотица — обрывистый. Мыс Ухтнаволок низменный и покрыт лесом. Он далеко выступает от берега. Оконечностью мыса является узкая песчано-каменистая коса, вытянутая на 2,5 кабельтова к северу в пролив Жижгинская Салма. К югу от мыса поднимается гора с округлой вершиной высотой около 50 метров. Обращённые к морю склоны горы отлоги. Знак Ухтнаволок установлен на вершине горы в 1,1 мили к югу от мыса Ухт-Наволок. В 7 кабельтовых к северу от мыса Ухт-Наволок, на южной стороне фарватера пролива Жижгинская Салма, лежит островок Пулкорга. В 2,5 мили к северу—северо-западу от мыса Ухт-Наволок лежит остров Жижгинский.

### Карты
- Мыс Ухт-Наволок на карте Wikimapia
- Мыс Ухт-Наволок. Публичная кадастровая карта. Архивировано из оригинала 5 марта 2016 года.
- Топографическая карта Q-37-25_26.